# Ломдаридзе, Элизбар Вахтангович
Элизбар Вахтангович Ломдаридзе (груз. ელიზბარ ვახტანგის ძე ლომდარიძე, 22 октября 1945, Тбилиси — 14 февраля 2020) — грузинский советский композитор. Лауреат Государственной премии Грузии (2012).

## Биография
В 1974 году окончил Тбилисскую государственную консерваторию имени Вано Сараджишвили.
В 1972—1974 годах преподавал теорию музыки в Тбилисском эстрадно-цирковом училище. С 1974 г. — преподаватель III Тбилисской музыкальной школы, в 1975—1979 гг. Заведующий теоретическим отделом этой же школы; директор Дома народного творчества республики в 1981—1985; 1985—1990 директор Тбилисской музыкальной школы № 15; 1992—1996 директор Московского музыкального училища; 1997—2004 гг. Ректор Музыкальной академии Медеи Паниашвили; 2008—2011 консультант музыкального отдела Министерства культуры и спорта Грузии.
Симфония № 4 была признана в Грузии «Лучшим музыкальным произведением года» (2010) и награждена Золотой медалью мэрии Тбилиси (2010) за вклад в развитие детской музыки.

## Творчество
- Концерты для фагота и симфонического оркестра (1973, 1976),
- «Эпитафия» для симфонического оркестра (1977, посвященная Васо Годзиашвили),
- симфония (1980);
- вокально-симфоническая поэма для баритона и симфонического оркестра (1975),
- оратория для солистов, смешанного хора и симфонического оркестра (1976),
- «Три фрески» для женского хора А. Капелла (1977);
- «Музыкальные этюды» для фортепиано (1969),
- миниатюры для камерного оркестра (1970),
- миниатюры для струнного квартета (1974),
- музыка для камерного оркестра (1975),
- сонаты для фортепиано (1975, 1976);
- 4 романса для голосов и фортепиано (1966),
- вокальный цикл «Love Lyrics» для сопрано и инструментального ансамбля (1977);
- Инструментальный концерт: фортепиано «Тбилисури» (1977), «Имерели» (2000), «Эрисиони» (2000), «Мегрельский» (2001), «Гурули» (2002), «Картли-Кахети», «Аджария»;
- Детские концерты: «Энки-банк» (2003).